# Juan G. Bazán
Juan G. Bazán es una localidad del departamento Patiño, en la provincia de Formosa, Argentina.
Su principal vía de acceso es la Ruta Nacional 81, que la vincula al sudeste con Las Lomitas y al noroeste con Pozo del Mortero.
Es una zona pionera en el cultivo de maní dentro de Formosa.

## Población
Cuenta con 413 habitantes (Indec, 2010), lo que representa un incremento del 223% frente a los 128 habitantes (Indec, 2001) del censo anterior.
| Gráfica de evolución demográfica de Juan G. Bazán entre 2001 y 2010 |
|                                                                     |
| Fuente: Censos nacionales del INDEC                                 |

## Toponimia
Recuerda a Juan Gregorio Bazán, hidalgo español, explorador de esta zona de Formosa.